# 1531 Hartmut
1531 Hartmut è un asteroide della fascia principale. Scoperto nel 1938, presenta un'orbita caratterizzata da un semiasse maggiore pari a 2,6274653 UA e da un'eccentricità di 0,1530480, inclinata di 12,39924° rispetto all'eclittica.
L'asteroide è dedicato a Hartmut Neckel, nipote dello scopritore.